# Galbord

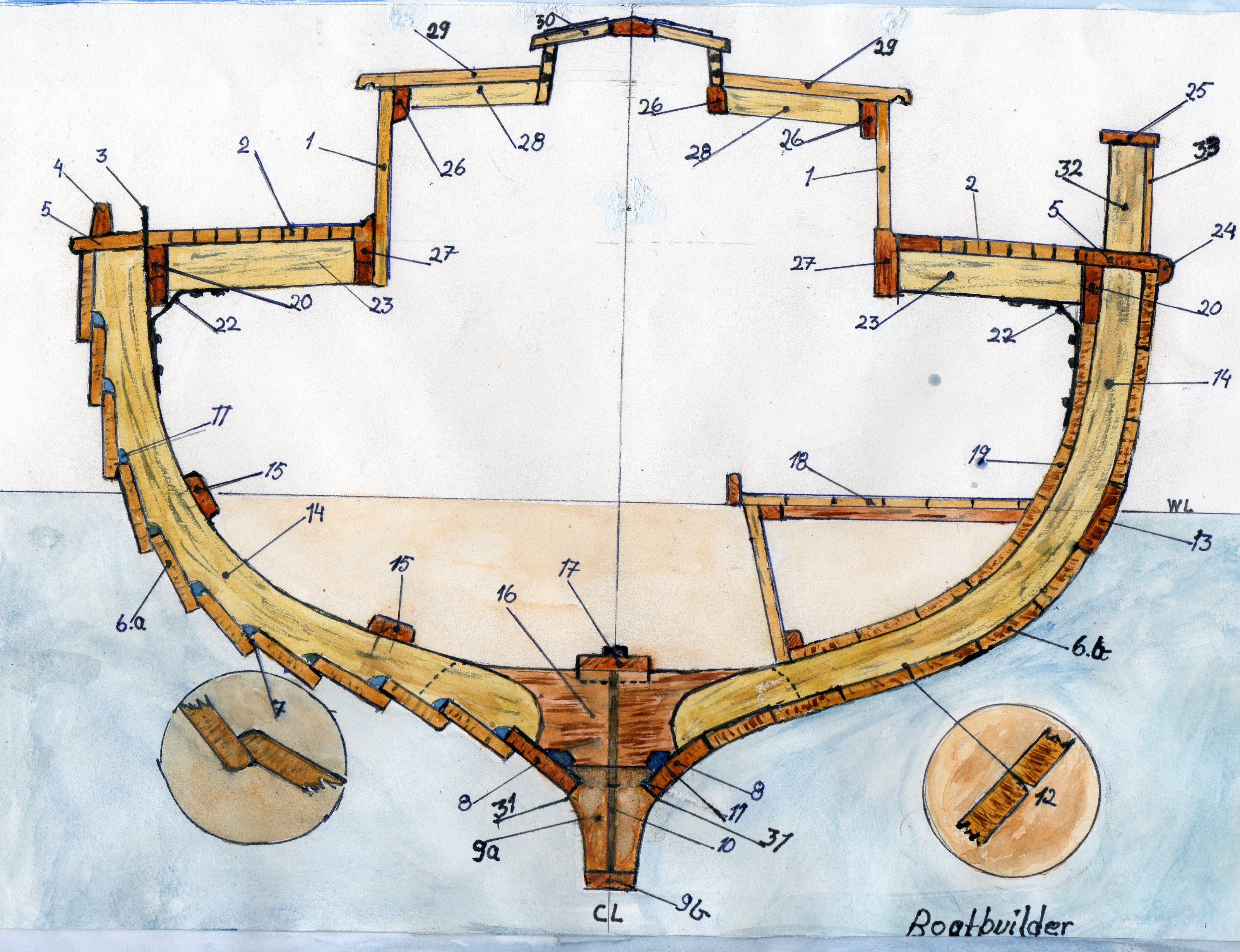
Galbord en coupe (8) à la base du bordé.

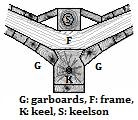
Détail des galbords en coupe.

En architecture navale, un galbord (gabord ou calbord) est une suite de bordages ou de virure s'enchâssant dans la rablure de la quille, à la base du bordé.

## Étymologie
Le terme vient de l'ancien néerlandais garrbord ayant donné aussi e terme anglais Garboard.

## Description
Le galbord constitue le bordage le plus bas, celui au dessus s'appelle le ribord ou bordage de fond. C'est dans un bateau en bois une pièce critique car elle prend avec le temps du jeu dans la rablure de la quille qui peut provoquer une voie d'eau.